# 프레스부르크 조약

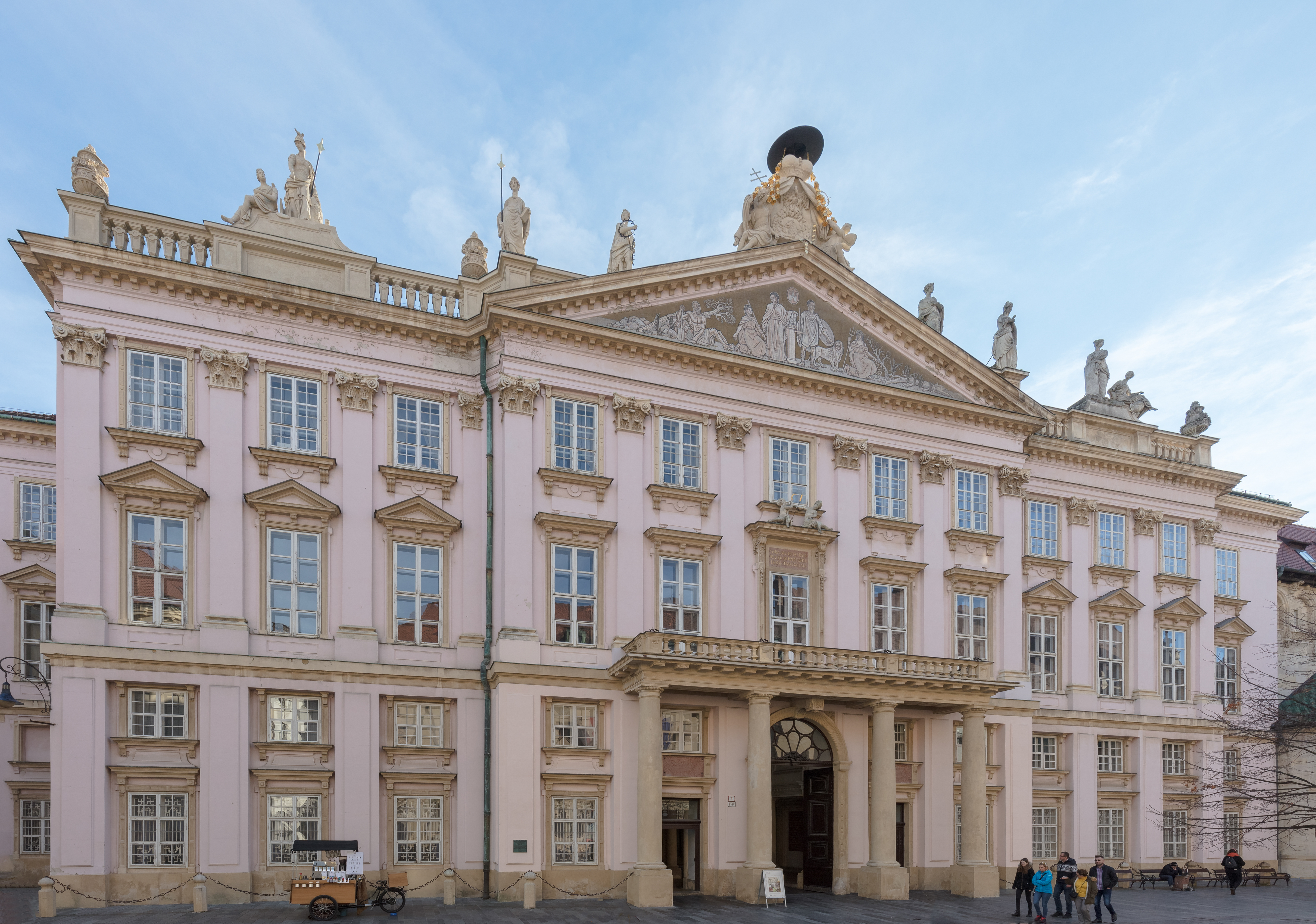
프레스부르크 조약이 체결된 브라티슬라바 대주교궁

프레스부르크 조약(프랑스어: Paix de Presbourg, 독일어: Friede von Pressburg)은 1805년 12월 26일 오스트리아 제국의 프레스부르크(Pressburg, 현재의 슬로바키아 브라티슬라바)에서 체결된 오스트리아와 프랑스 간의 평화 조약이다.
1805년 오스트리아는 나폴레옹 전쟁에서 영국, 러시아 제국과 함께 제3차 대프랑스 동맹을 결성하고 이탈리아 북부, 바이에른을 침공했다. 그렇지만 오스트리아 군대는 울름 전투(1805년 9월 25일 ~ 10월 20일), 아우스터리츠 전투(1805년 12월 2일)에서 나폴레옹 보나파르트(나폴레옹 1세) 황제가 이끄는 프랑스 군대에 패배하고 만다.
1805년 12월 4일 프랑스와 오스트리아 사이에 휴전 협정이 체결되면서 평화 협상이 시작되었다. 1805년 12월 26일 프랑스의 나폴레옹 보나파르트 황제, 신성 로마 제국의 프란츠 2세(오스트리아 제국의 프란츠 1세) 황제는 프레스부르크에서 평화 조약을 체결했다.
이 조약에 따라 오스트리아는 이탈리아 왕국을 독립 국가로 승인하는 한편 베네치아를 프랑스에 할양했다. 또한 프랑스는 이스트라반도, 달마티아를 이탈리아에 할양했고 프랑스의 동맹국이었던 바이에른 왕국, 뷔르템베르크 왕국, 바덴, 티롤을 신성 로마 제국에 할양했다.